# Al-Musta'in II

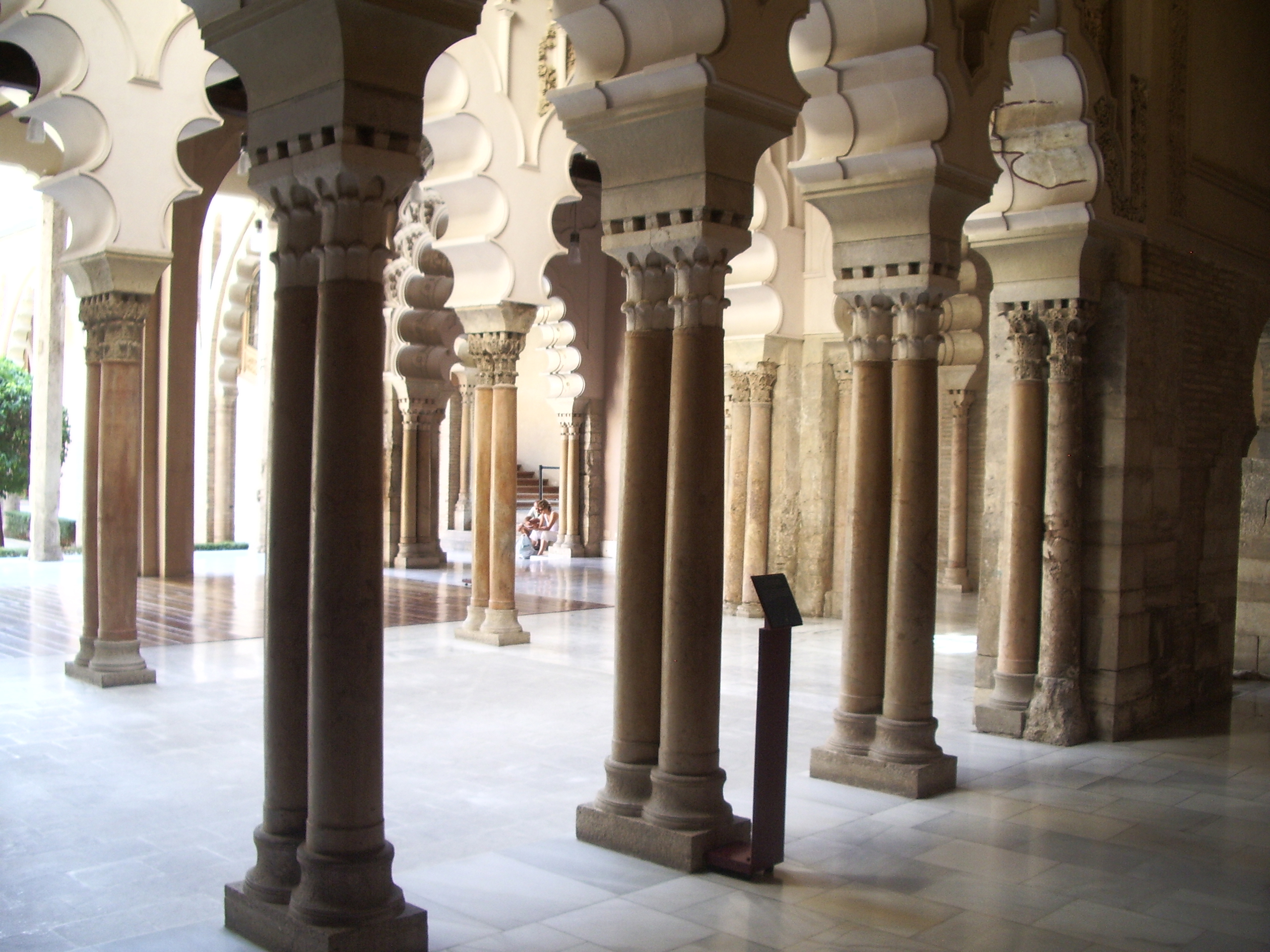
Palacio de la Aljafería

Áhmad al-Mustaín II (en árabe أبو جعفر أحمد بن يوسف بن هود المستعين بالله, Abū Ŷaʿfar Aḥmad ibn Yūsuf ibn Hūd al-Mustaʿīn bi-Llāh) fue el cuarto rey de la dinastía hudí de la Taifa de Zaragoza (1085-1110).
Durante el reinado de Áhmad al-Mustaín II el avance de los aragoneses Cinca abajo y en las comarcas de Huesca es ya muy importante, y a esto se suma el hecho de que el resto de las taifas, enzarzadas en guerras intestinas y debilitadas tras la conquista de Toledo por el poderoso Alfonso VI de León, no podían prestarle apoyo.
Ante esta situación, al-Mu'támid de Sevilla pidió a los reyes de Badajoz y Granada que se unieran a él para solicitar la intervención de Yúsuf ibn Tasufín, emir de los almorávides, que acudieron en ayuda de las taifas hispanas y consiguieron vencer a la coalición de reinos cristianos, encabezados por Alfonso VI de León y Castilla en 1086 en la batalla de Sagrajas. Esta derrota libró a Zaragoza de la presión de los cristianos por un tiempo: en 1086 la ciudad estaba sitiada por Alfonso VI que tuvo que levantar el cerco para enfrentarse a los almorávides.
En 1090 el imperio almorávide reunificó las taifas como protectorados sometidos al poder central de Marrakech y destituyeron a todos los reyes de taifas excepto a al-Mustaín, que conservó buenas relaciones con los almorávides, gracias a lo cual se mantuvo como reino fronterizo independiente, ya que, al constituir una avanzadilla de al-Ándalus frente a los cristianos, fue el único territorio que evitó la unificación almorávide.
Sin embargo, los cristianos continuaban su avance. En 1089 cayó Monzón, en 1091, Balaguer y en 1096, Huesca tras la batalla de Alcoraz. Para intentar oponerse al reino de Aragón, al-Mustaín debía pagar fuertes parias a su protector, Alfonso VI de Castilla.
Al-Mustaín consiguió mantener un difícil equilibrio político entre dos fuegos, pero en 1110 fue derrotado y muerto en la batalla de Valtierra, cerca de Tudela, frente a Alfonso I el Batallador, que ya había tomado Ejea y Tauste.
| Predecesor: al-Mutamán | Rey taifa de Zaragoza 1085-1110 | Sucesor: Abdelmálik |